# Karl Gustav Jung

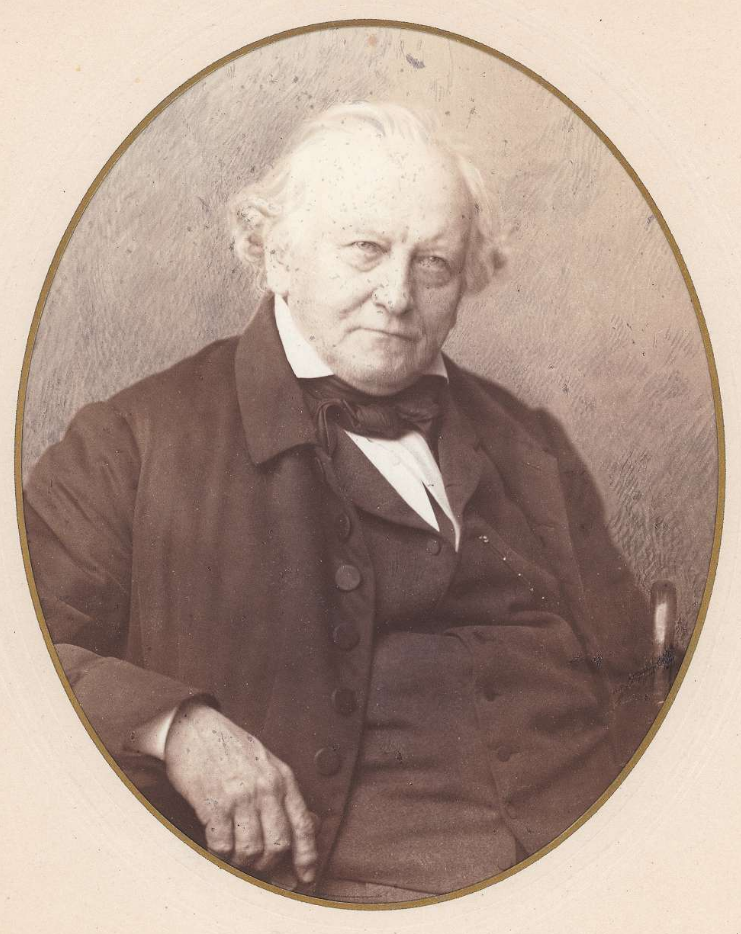
Karl Gustav Jung

Karl Gustav Jung (* 7. September 1795 in Mannheim; † 12. Juni 1864 in Basel) war ein deutsch-schweizerischer Mediziner.

## Leben

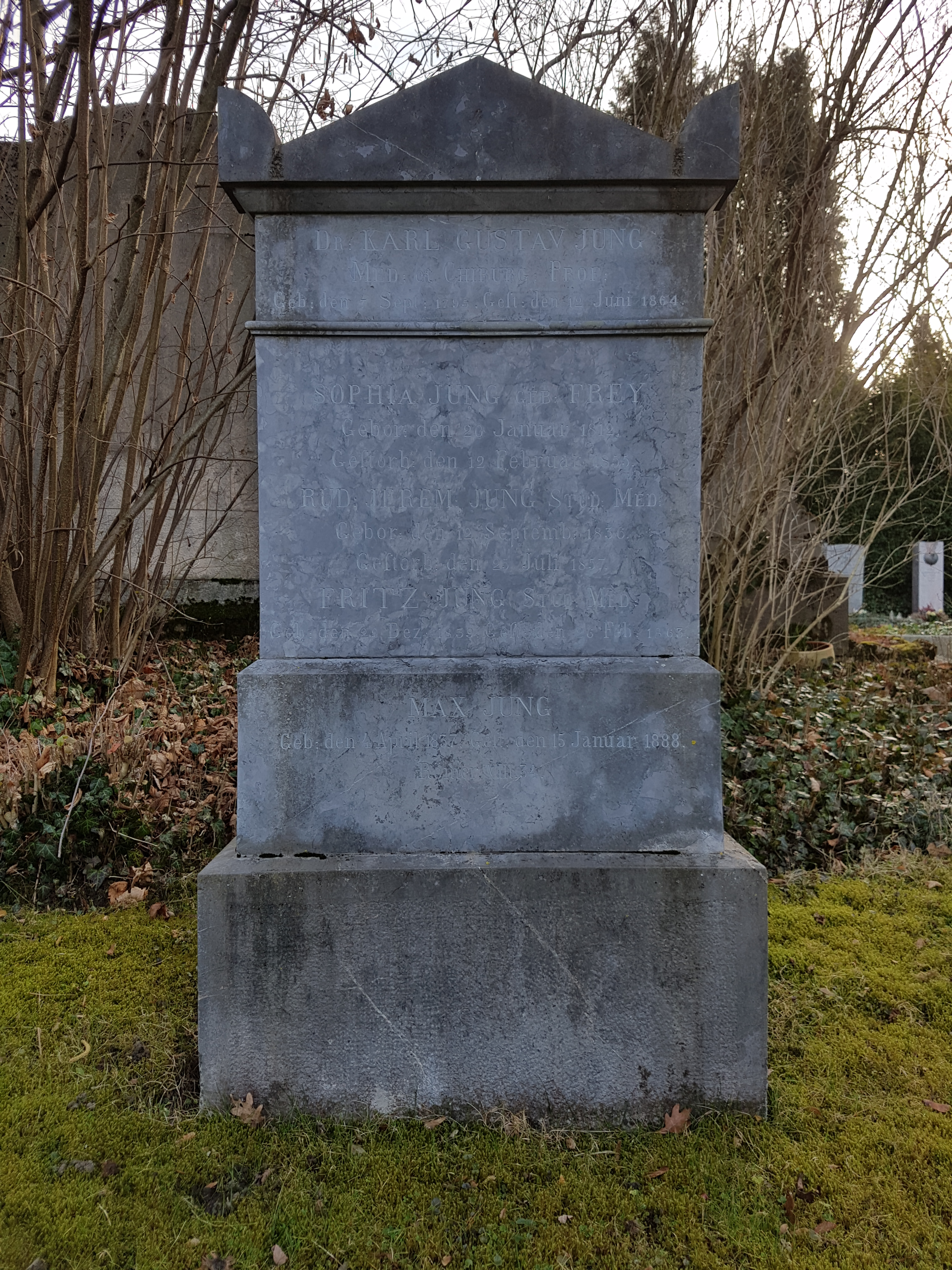
Grab von Karl Gustav Jung auf dem Wolfgottesacker in Basel

Karl Gustav Jung, Sohn eines Arztes, studierte Medizin und wurde 1816 in Heidelberg zum Dr. med. promoviert. Er schloss sich 1815 der Burschenschaft Teutonia an und nahm 1817 am Wartburgfest teil. Jung bildete sich in Berlin in Chirurgie und Augenheilkunde weiter und trug die Titel Doctor Med. et Chir. Nachdem er dort politischen Repressalien ausgesetzt war, hielt er sich ab 1821 in Paris auf und emigrierte 1822 nach Basel. Dort war er zunächst ordentlicher Professor für Chirurgie, Anatomie und Entbindungskunst und von 1855 bis 1864 für Innere Medizin an der Universität Basel. Er gründete 1824 die anatomische Sammlung der Universität. Im selben Jahr wurde er in Basel eingebürgert.
Von 1850 bis 1856 war er Grossmeister der Grossloge Alpina.
1876 wurde bei Ferdinand Schlöth für die Aula des Museums an der Augustinergasse eine Denkmalbüste von Karl Gustav Jung in Auftrag gegeben, die seit 2008 in der Skulpturhalle Basel steht.
Karl Gustav Jung war der Vater des Architekten Ernst Georg Jung und der Großvater des Psychiaters Carl Gustav Jung.